# Vierschansentoernooi 2011
Het Vierschansentoernooi 2011 was de 59e editie van het schansspringtoernooi dat traditioneel rond de jaarwisseling wordt georganiseerd. Het toernooi ging van start op 28 december 2010 met de kwalificatie in Oberstdorf en eindigde op 6 januari 2011 met de afsluitende wedstrijd in Bischofshofen. De schansspringer die over de vier wedstrijden de meeste punten verzamelt, is de winnaar van het Vierschansentoernooi. Alle wedstrijden tellen ook mee voor de individuele wereldbeker.
Het toernooi werd gewonnen door de Oostenrijker Thomas Morgenstern, die zowel de openingswedstrijd in Oberstdorf als de derde wedstrijd in Innsbruck won.

## Programma
| Datum      | Uur   | Plaats                 | Schans                              | Schansrecord | Detail       |
| ---------- | ----- | ---------------------- | ----------------------------------- | ------------ | ------------ |
| 28/12/2010 | 16.00 | Oberstdorf             | Schattenbergschanze (HS 137)        | 143,5 m      | Kwalificatie |
| 29/12/2010 | 16.00 | Oberstdorf             | Schattenbergschanze (HS 137)        | 143,5 m      | Wedstrijd    |
|            |       |                        |                                     |              |              |
| 31/12/2010 | 13.45 | Garmisch-Partenkirchen | Große Olympiaschanze (HS 140)       | 145,5 m      | Kwalificatie |
| 01/01/2011 | 13.45 | Garmisch-Partenkirchen | Große Olympiaschanze (HS 140)       | 145,5 m      | Wedstrijd    |
|            |       |                        |                                     |              |              |
| 02/01/2011 | 13.45 | Innsbruck              | BergiselSchanze (HS 130)            | 136 m        | Kwalificatie |
| 03/01/2011 | 13.45 | Innsbruck              | BergiselSchanze (HS 130)            | 136 m        | Wedstrijd    |
|            |       |                        |                                     |              |              |
| 05/01/2011 | 16.00 | Bischofshofen          | Paul-Ausserleitner-Schanze (HS 140) | 143 m        | Kwalificatie |
| 06/01/2011 | 16.00 | Bischofshofen          | Paul-Ausserleitner-Schanze (HS 140) | 143 m        | Wedstrijd    |

## Resultaten

### Oberstdorf
| Uitslag | Uitslag            | Uitslag | Uitslag |
| #       | Naam               | Land    | Punten  |
| ------- | ------------------ | ------- | ------- |
| 1       | Thomas Morgenstern | AUT     | 289,6   |
| 2       | Matti Hautamäki    | FIN     | 273,1   |
| 3       | Manuel Fettner     | AUT     | 264,0   |
| 4       | Simon Ammann       | SUI     | 259,6   |
| 5       | Andreas Kofler     | AUT     | 259,0   |
| 6       | Severin Freund     | GER     | 258,7   |
| 7       | Martin Koch        | AUT     | 254,1   |
| 8       | Michael Neumayer   | GER     | 254,0   |
| 9       | Wolfgang Loitzl    | AUT     | 248,8   |
| 10      | Tom Hilde          | NOR     | 246,6   |

| Klassement | Klassement         | Klassement | Klassement |
| #          | Naam               | Land       | Punten     |
| ---------- | ------------------ | ---------- | ---------- |
| 1          | Thomas Morgenstern | AUT        | 289,6      |
| 2          | Matti Hautamäki    | FIN        | 273,1      |
| 3          | Manuel Fettner     | AUT        | 264,0      |
| 4          | Simon Ammann       | SUI        | 259,6      |
| 5          | Andreas Kofler     | AUT        | 259,0      |
| 6          | Severin Freund     | GER        | 258,7      |
| 7          | Martin Koch        | AUT        | 254,1      |
| 8          | Michael Neumayer   | GER        | 254,0      |
| 9          | Wolfgang Loitzl    | AUT        | 248,8      |
| 10         | Tom Hilde          | NOR        | 246,6      |

### Garmisch-Partenkirchen
| Uitslag | Uitslag             | Uitslag | Uitslag |
| #       | Naam                | Land    | Punten  |
| ------- | ------------------- | ------- | ------- |
| 1       | Simon Ammann        | SUI     | 142,1   |
| 2       | Pavel Karelin       | RUS     | 138,3   |
| 3       | Adam Małysz         | POL     | 138,0   |
| 4       | Anders Jacobsen     | NOR     | 134,7   |
| 5       | Janne Ahonen        | FIN     | 133,2   |
| 6       | Anssi Koivuranta    | FIN     | 133,0   |
| 7       | Martin Schmitt      | GER     | 131,9   |
| 8       | Kamil Stoch         | POL     | 127,3   |
| 9       | Bjørn Einar Romøren | NOR     | 127,0   |
| 10      | Martin Koch         | AUT     | 126,1   |

| Klassement | Klassement         | Klassement | Klassement |
| #          | Naam               | Land       | Punten     |
| ---------- | ------------------ | ---------- | ---------- |
| 1          | Thomas Morgenstern | AUT        | 415,2      |
| 2          | Simon Ammann       | SUI        | 401,7      |
| 3          | Matti Hautamäki    | FIN        | 388,7      |
| 4          | Adam Małysz        | POL        | 381,3      |
| 5          | Martin Koch        | AUT        | 380,2      |
| 6          | Michael Neumayer   | GER        | 377,4      |
| 7          | Manuel Fettner     | AUT        | 375,1      |
| 8          | Wolfgang Loitzl    | AUT        | 369,0      |
| 9          | Severin Freund     | GER        | 364,7      |
| 10         | Tom Hilde          | NOR        | 361,1      |

### Innsbruck
| Uitslag | Uitslag            | Uitslag | Uitslag |
| #       | Naam               | Land    | Punten  |
| ------- | ------------------ | ------- | ------- |
| 1       | Thomas Morgenstern | AUT     | 266,5   |
| 2       | Adam Małysz        | POL     | 257,5   |
| 3       | Tom Hilde          | NOR     | 255,2   |
| 4       | Simon Ammann       | SUI     | 252,7   |
| 5       | Matti Hautamäki    | FIN     | 249,7   |
| 6       | Manuel Fettner     | AUT     | 248,0   |
| 7       | Andreas Kofler     | AUT     | 243,6   |
| 8       | Michael Uhrmann    | GER     | 242,4   |
| 9       | Wolfgang Loitzl    | AUT     | 241,8   |
| 10      | Pascal Bodmer      | GER     | 241,0   |

| Klassement | Klassement         | Klassement | Klassement |
| #          | Naam               | Land       | Punten     |
| ---------- | ------------------ | ---------- | ---------- |
| 1          | Thomas Morgenstern | AUT        | 681,7      |
| 2          | Simon Ammann       | SUI        | 654,4      |
| 3          | Adam Małysz        | POL        | 638,8      |
| 4          | Matti Hautamäki    | FIN        | 638,4      |
| 5          | Manuel Fettner     | AUT        | 623,1      |
| 6          | Tom Hilde          | NOR        | 616,3      |
| 7          | Martin Koch        | AUT        | 616,1      |
| 8          | Wolfgang Loitzl    | AUT        | 610,8      |
| 9          | Michael Uhrmann    | GER        | 593,2      |
| 10         | Anders Jacobsen    | NOR        | 592,3      |

### Bischofshofen
| Uitslag | Uitslag             | Uitslag | Uitslag |
| #       | Naam                | Land    | Punten  |
| ------- | ------------------- | ------- | ------- |
| 1       | Tom Hilde           | NOR     | 278,7   |
| 2       | Thomas Morgenstern  | AUT     | 277,1   |
| 3       | Andreas Kofler      | AUT     | 275,3   |
| 4       | Simon Ammann        | SUI     | 274,0   |
| 5       | Martin Koch         | AUT     | 264,5   |
| 6       | Manuel Fettner      | AUT     | 259,3   |
| 7       | Johan Remen Evensen | NOR     | 256,6   |
| 8       | Michael Neumayer    | GER     | 243,8   |
| 9       | Anders Jacobsen     | NOR     | 238,4   |
| 10      | Adam Małysz         | POL     | 236,4   |

| Eindklassement | Eindklassement     | Eindklassement | Eindklassement |
| #              | Naam               | Land           | Punten         |
| -------------- | ------------------ | -------------- | -------------- |
| 1              | Thomas Morgenstern | AUT            | 958,8          |
| 2              | Simon Ammann       | SUI            | 928,4          |
| 3              | Tom Hilde          | NOR            | 895,0          |
| 4              | Manuel Fettner     | AUT            | 882,4          |
| 5              | Martin Koch        | AUT            | 880,6          |
| 6              | Adam Małysz        | POL            | 875,2          |
| 7              | Matti Hautamäki    | FIN            | 861,8          |
| 8              | Andreas Kofler     | AUT            | 840,5          |
| 9              | Wolfgang Loitzl    | AUT            | 834,5          |
| 10             | Anders Jacobsen    | NOR            | 830,7          |